# Mike Mansfield
Michael Joseph Mansfield, detto Mike (New York, 16 marzo 1903 – Washington, 5 ottobre 2001), è stato un politico e diplomatico statunitense. Esponente del partito democratico, senatore per lo stato del Montana dal 1953 al 1977, durante questo mandato è stato il leader della maggioranza per quindici anni consecutivi, il più lungo mai registrato. Precedentemente, dal 1943 al 1953 è stato rappresentante per lo stesso stato. Durante i suoi ultimi anni al Congresso ha appoggiato le politiche del presidente Nixon per quanto riguarda il ritiro dei soldati dal Vietnam rimpiazzandoli con guerriglieri locali. Dopo il ritiro dal senato è stato nominato dal presidente Carter e confermato da Reagan come Ambasciatore degli Stat uniti in Giappone, anche in questa carica detiene il record di ambasciatore per più tempo consecutivamente presso lo stato nipponico. Dopo il ritiro dalla vita politica ad 85 anni è stato premiato con la Medaglia Presidenziale della Libertà.

## Biografia
Nato a New York nel quartiere di Brooklyn il 16 marzo 1903 da Patrick J. e Josephine O'Brien, entrambi immigrati irlandesi. La madre muore di polmonite quando il futuro senatore ha solamente 3 anni, il padre manda così lui e le sue due sorelle a vivere con una zia a Great Falls in Montana. Nel Montana segue le scuole pubbliche e aiuta i suoi parenti nel loro negozio, ebbe un'infanzia non semplice era solito fuggire di casa.

### Servizio Militare
Allo scoppio della Prima Guerra Mondiale, mondiale avendo solo 14 anni abbandona la scuola e mente per arruolarsi nella US Navy. Viene scoperto dalla marina e rimandato a casa, ma a 16 anni si arruola nell'esercito e a 17 nei Marine, congedandosi nel 1922 dopo aver prestato servizio nelle Filippine, gli fu concessa una medaglia per la Buona Condotta del servizio e nel rapporto fu descritto come eccellente.

### Educazione e insegnamento
Ritornato nel Montana nel 1922 lavorando come minatore per estrarre il rame fino al 1930, non avendo mai concluso gli studi contemporaneamente si iscrisse alla Scuola del miniere del Montana per diventare ingegnere minerario. Laureatosi nel 1933 gli fu subito offerto un posto da assistente universitario. Nel 1934 prende il master in diplomazia all'Università del Montana. Dal 1934 al 1942, anno della sua elezione, lavora come insegnante di storia classica all'università.

### Camera dei Rappresentanti
Candidatosi la prima volta nel 1940, non riuscì a superare le primarie del proprio partito. Ricandidatosi nel 1942 riuscì a sconfiggere lo sfidante repubblicano, a seguito fu rieletto altre 4 volte. Durante i dieci anni, dal 1943 al 1953, nella camera bassa del Congresso, ha lavorato nel comitato degli affari esteri. Nel 1944 il presidente Roosevelt lo invia come rappresentante in Cina durante una missione diplomatica, da Truman nel 1948 viene inviato alla nona Conferenza Inter-Americana. Mentre nel 1951 è nominato delegato alla sessione delle Nazioni Unite. In questi dieci anni ha appoggiato leggi sul controllo dei prezzi, il salario minimo, il Piano Marshall, mentre si oppose al 20 emendamento, al Taft-Hartley Act e alle indagini sui cittadini stranieri.

### Senato
Nel 1952 si candida al senato e riesce a sconfiggere il senatore repubblicano Ecton, sarà rieletto altre tre volte sino al suo ritiro volontario. Nella camera alta viene eletto Whip nel 1957, vice del leader Johnson. Nel 1961 Johnson si dimette per diventare vice-presidente e Mansfield viene eletto all'unanimità, questa carica sarà mantenuta fino al 1977, il più lungo mandato da leader di maggioranza del senato nella storia americana.

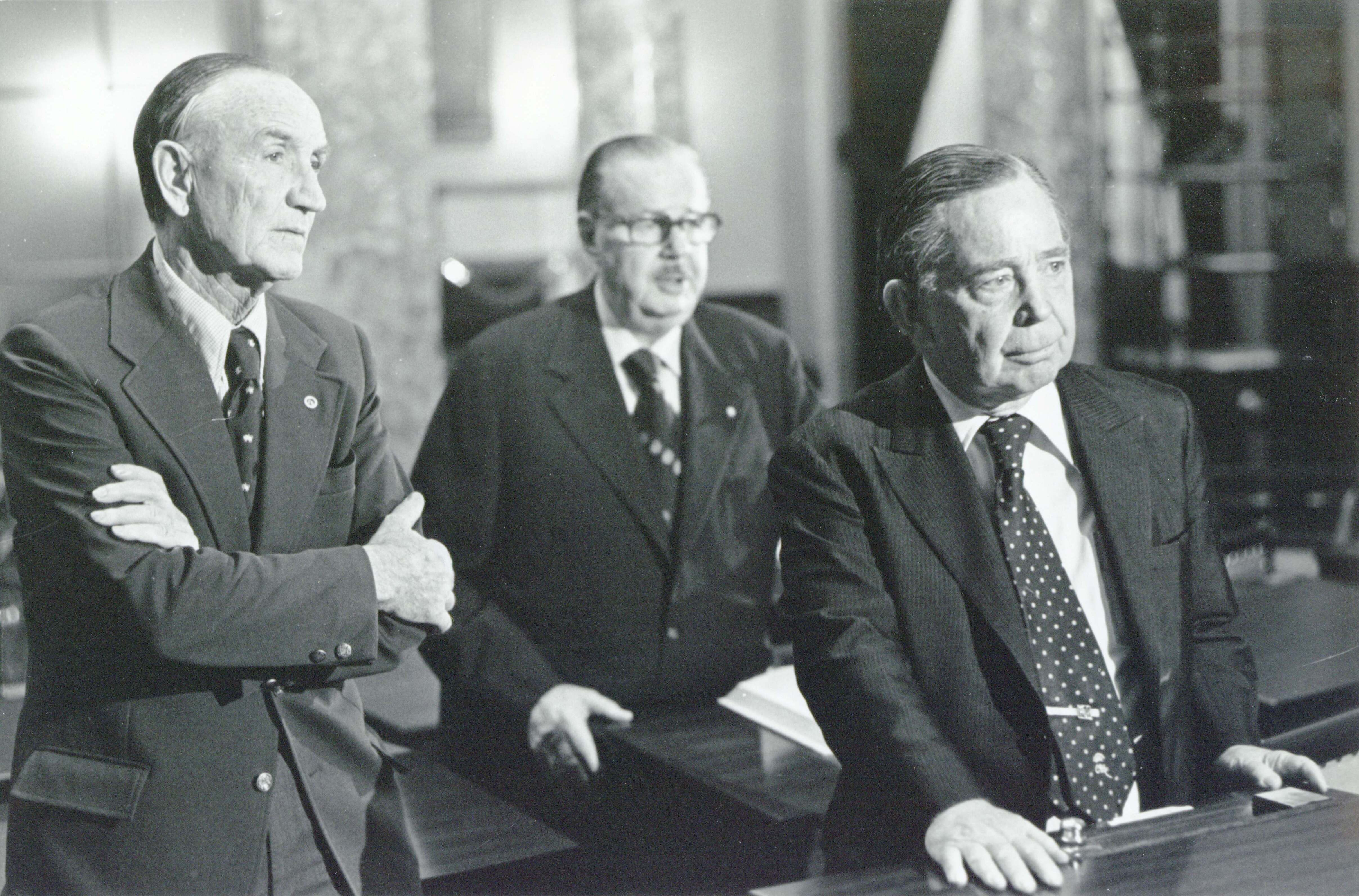
I Leader del Congresso che si ritirarono nel 1977 da destra verso sinistra Carl Albert, Hugh Scott, e Mike Mansfield.

Nel 1962 conduce una visita diplomatica nel Vietnam del Sud, per controllare i finanziamenti americani, l'esito sarà riportato in un memorandum, dove il leader democratico riferisce al presidente Kennedy che i soldi statunitensi vengono sprecati da Diem, e che consigliava il ritiro dei soldati statunitensi. Il 24 Novembre 1963 pronunciò un elogio funebre durante l'esposizione della salma del presidente Kennedy. Nel 1964 come leader di maggioranza promuove il voto per il Civil Rights Act (1964), nella sua carriera votò a favore di tutti e 4 i Civil Rights Act ma si astenne dal voto di conferma del giudice Thurgood alla Corte Suprema.
Accolse positivamente la presidenza Nixon, soprattutto la dottrina nella parte di aiuto agli alleati, con questa collaborazione Nixon si appoggiava al potente leader per la demilitarizzazione del Vietnam.
Partecipo all'incontro con il presidente eletto Carter nel 1976, dove questo cercava l'appoggio del congresso per riorganizzare il governo. Questo fu l'unica interlocuzione con Carter da Senatore, infatti Mansfield aveva già annunciato il suo ritiro non presentandosi alle elezioni. 

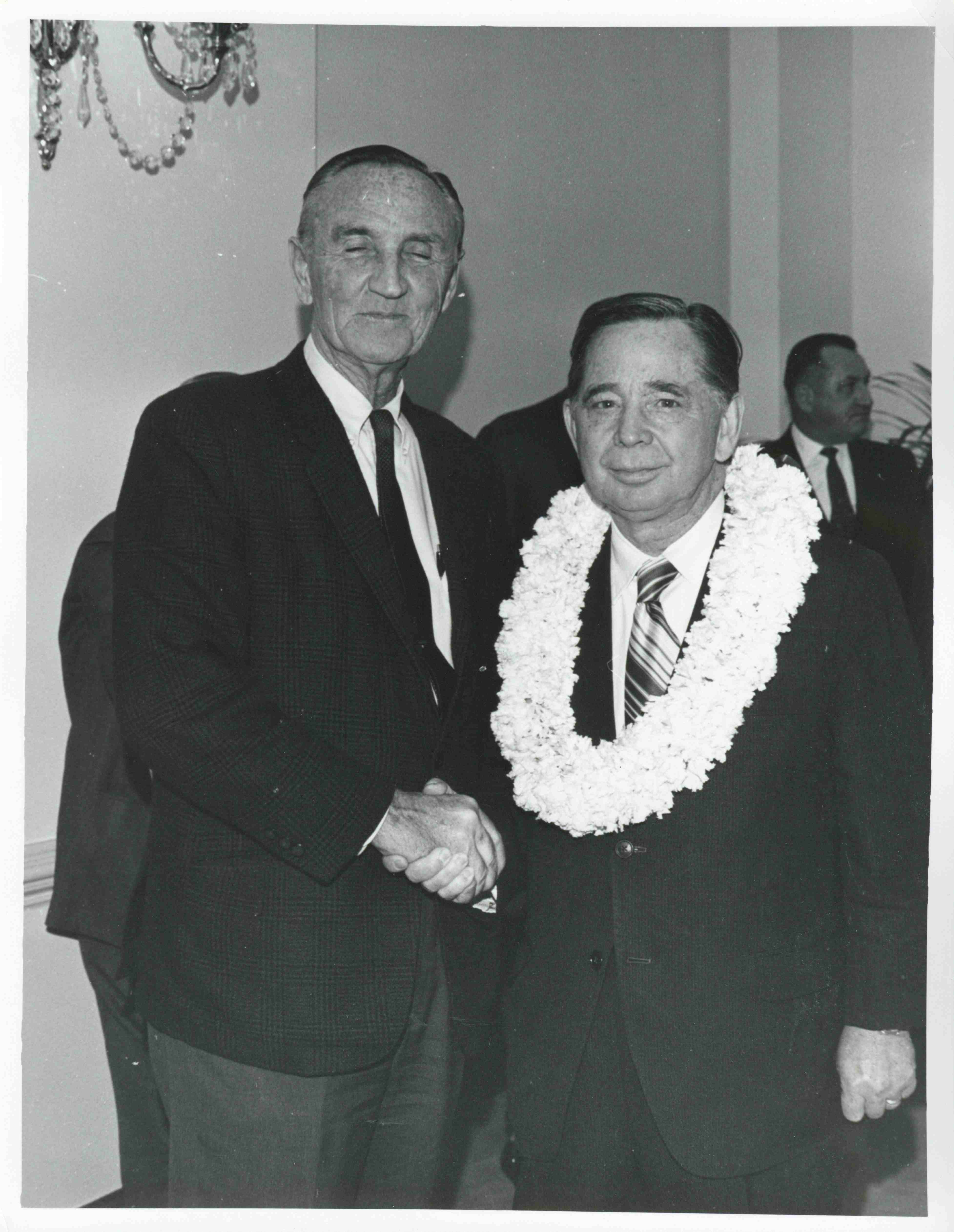
L'ambasciatore Mansfield

### Ambasciatore
Dopo il suo ritiro da senatore nel gennaio 1977, nell'aprile dello stesso anno la presidenza carter lo nomina Ambasciatore in Giappone, in virtù della sua lunga esperienza nelle relazioni diplomatiche con l'Asia. Questo incarico sarà mantenuto fino al volontario ritiro nel 1988. Negli undici anni di ambasciatore fece diventare le relazioni con Giappone le più importanti intrattenute dall'America. Inoltre creò molti gemellaggi fra le città giapponesi è quelle del Montana fra cui Helena con Kumamoto

### Dopo il ritiro
Ha collaborato per alcuni anni con la Goldman Sachs.
È deceduto il 5 ottobre 2001 all'età di 98 anni, in qualità di ex-soldato è stato sepolto, accanto alla moglie morta nel 2000, al Cimitero Nazionale di Arlington.

## Onorificenze
La libreria Maureen e Mike Mansfield all'Università del Montana, è dedicata agli studi orientali.
Mike Mansfield Federal Building a Missoula, è un palazzo per la corte federale.
Medaglia Laetare nel 1977.
John Heinz Award della Jefferson Awards per il suo servizio al paese.